# Brun Ulfhake
Ernst Sigmund Brun Eric Ulfhake född 10 juli 1952, i Engelbrekts församling i Stockholm, är professor i anatomi vid Karolinska Institutet.

## Biografi
Brun Ulfhake tog tog läkarexamen vid Karolinska Institutet 1980. Läkarutbildningen varvades med forskning; 1982 disputerade han på en avhandling om elektriska egenskaper, funktion och struktur hos centrala nervceller. Därefter var han kliniskt verksam, bl.a. inom anestesiologi och som dykläkare, respektive bedrev neurobiologisk forskning vid Karolinska Institutet. 1988 blev han docent och 1994 universitetslektor. En period i början av 1990-talet tillbringade Ulfhake som postdoktor vid National Institute of Health, USA, och han har sedan 1991 forskat vid Karolinska Institutet kring sambandet mellan vår arvsmassa och förändringar i nervsystemets funktion under åldrandet.

Brun Ulfhake utnämndes den 1 mars 2001 till professor i anatomi vid Karolinska Institutet. Han har haft ett flertal engagemang inom såväl undervisningen vid Karolinska Institutet som djurförsöksetiska frågor; bland annat som studierektor för anatomiutbildningen. Sedan 1 januari 2013 är Brun Ulfhake verksamhetschef för Komparativ medicin.

## Forskningsbeskrivning
Forskningsområdet är åldrandet och hur det samspelar mellan arvsmassa och  beteende i kombination med olika epigenetiska, omgivningsrelaterade, faktorer. Forskningen syftar till att skapa förståelse för vilka arvsanlag och genregleringar som ligger bakom de funktionsnedsättningar som kommer med stigande ålder. Den kunskapen kan sedan användas till att mildra åldrandets negativa konsekvenser för individen.